# Австралийский тунец
Австралийский тунец, или южный голубой тунец, или южноавстралийский синепёрый тунец  (лат. Thunnus maccoyii) — вид лучепёрых рыб семейства скумбриевых. Максимальная зарегистрированная длина составляет 2,45 м, а масса 260 кг. Австралийские тунцы обитают в умеренных водах Южного полушария в основном между 30° ю. ш. и 50° ю. ш., вплоть до 60° ю. ш. и  между 80° з. д. и 180° в. д.  Эти стайные пелагические рыбы встречаются как в прибрежных водах, так и в открытом океане на глубине до 2743 м. Обычно держатся в приповерхностных водах. Совершают сезонные миграции, перемещаясь в основном вдоль берегов. Близкородственны обыкновенным и тихоокеанским голубым тунцам. Рацион состоит из мелких пелагических рыб и головоногих моллюсков. Размножение путём икрометания. Ценный промысловый вид. По оценкам за последние 36 лет численность популяции сократилась на 85 %. Из-за перелова получил охранный статус «Вымирающий». Тунцов промышляют ярусами, кошельковыми неводами и различной крючковой снастью. Они являются популярным объектом спортивной рыбной ловли.

## Таксономия
Вид впервые был научно описан в 1872 году как Thynnus maccoyii. Наиболее близкородственными видами являются обыкновенный тунец и тихоокеанский голубой тунец.

## Ареал
Австралийский тунец обитает умеренных водах всех океанов в Южном Полушарии. Они попадаются в водах Аргентины, Австралии, Бразилии, Индонезии, Мадагаскар, Новой Зеландии и ЮАР. Эти пелагические рыбы чаще встречаются в приповерхностных водах, хотя иногда опускаются на глубину до 2743 м. Большую часть времени они проводят в воде температурой 5—20 °C. Нерестящиеся рыбы и личинки попадаются в поверхностном слое, прогретом до температуры 20—30 °C.
Во время нереста австралийские тунцы мигрируют в тропические воды (например, северо-западное побережье Австралии), где максимальные уловы наблюдаются при температуре воды 23—26 °C. Зоны нагула находятся в более прохладных широтах (Тасмания и Новая Зеландия), где температура составляет около 13—15 °C.

## Описание
Самый крупный когда-либо пойманный экземпляр имел длину 2,45 м, а самый тяжёлый весил 260 кг.
У австралийских тунцов удлинённое веретенообразное тело, сильно сужающееся к хвостовому стеблю. Туловище имеет почти круглое поперечное сечение. Голова большая, коническая, глаза маленькие, рот крупный с одним рядом маленьких заострённых зубов на каждой челюсти. Два спинных плавника расположены близко друг к другу. Первый спинной плавник длинный, с вогнутым краем, может сложиться в канавку пролегающую вдоль спины. Второй спинной плавник короче, серповидной формой схож с анальным плавником. Боковая линия волнообразно изогнута. Брюшные плавники маленькие, заостренные. Между вторым спинным и хвостовым плавниками расположено 8—10 маленьких дополнительных плавничков. В анальном плавнике 13—16 мягких лучей. Между анальным и хвостовым плавниками расположено 7—9 дополнительных плавничков. Хвостовой стебель удлинённый, с тремя стабилизирующими горизонтальными килями с каждой стороны: крупный средний и два небольших по обе стороны него. Окраска характерная для пелагических рыб: дорсальная поверхность тела тёмно-синяя, верхняя часть боков зеленоватая, иногда с поперечными рядами бледных пятен, вентральная сторона светлая. Первый спинной плавник жёлтый или голубой, второй спинной и анальный плавники коричневые. Дополнительные плавнички жёлтые с тёмными краями. Нижняя поверхность печени радиально исчерчена. Имеется плавательный пузырь. Грудные плавники маленькие и заострённые, не достигают промежутка между спинными плавниками. Тело покрыто чешуёй, в передней части и вдоль боковой линии она сильно увеличена и образует панцирь. От обыкновенного тунца австралийских тунец отличается количеством тычинок на первой жаберной дуге (34—43 против 31—40).

## Биология
Австралийские тунцы — стайные пелагические рыбы, совершающие длительные миграции. Рацион разнообразен и зависит от кормовой базы в районах откорма. Его основу составляют стайные пелагические рыбы, обитающие у поверхности воды (сардина, скумбрия, анчоус, шпрот, сельдь) и головоногие моллюски. Иногда они поедают крабов.

### Особенности физиологии
Австралийские тунцы находятся в постоянном движении. При остановке у них затрудняется дыхание, поскольку жаберные крышки открываются в соответствии с поперечными движениями тела влево и вправо. Вода через открытый рот проходит в жаберную полость только на движении. Тунцы способны на короткое время развивать скорость до 20—30 километров в час. У этих великолепных пловцов (как и у скумбрий, пеламид, меч-рыбы, марлинов) главную локомоторную функцию выполняет хвостовой плавник, а короткое обтекаемое тело остаётся почти неподвижным.
Как и прочие представители рода австралийские тунцы способны за счёт эндотермии поддерживать повышенную относительно окружающей среды температуру тела. Эффект обеспечивается комплексом подкожных кровеносных сосудов под названием лат. Rete mirabile — «чудесная сеть». Это плотное переплетение вен и артерий, которое пролегает по бокам туловища рыбы и снабжает кровью боковую мускулатуру и прилегающие к позвоночнику красные мышцы. Оно позволяет удерживать тепло, подогревая холодную артериальную кровь за счёт венозной, разогретой работой мышц крови. Таким образом обеспечивается более высокая температура мускулатуры, мозга, внутренних органов и глаз, что даёт возможность тунцам плыть с высокой скоростью, снижает расход энергии и позволяет им выживать в более широком диапазоне условий окружающей среды по сравнению с прочими рыбами. В моменты наибольшего расхода энергии температура тела тунцов может на 9—10° превышать температуру окружающей воды.
Тунцов отличает высокая кислородная ёмкость крови: содержание гемоглобина в эритроцитах рыб доходит до 21 г%, тогда как у пеламид, которые тоже являются прекрасными пловцами, его концентрация не более 14 г%. У большинства рыб мясо белое, а у тунцов мышечные ткани окрашены в разные тона красного цвета от бледно-розового до тёмно-красного. Такой цвет миотомальным мускулам придаёт кислородосвязывающий белок миоглобин, который содержится в мясе тунцов в гораздо большем количестве по сравнению с мясом других рыб. Богатая кислородом кровь обеспечивает мускулы дополнительной энергией. Подобная система кровеносных сосудов, вероятно, увеличивает упругость тела за счёт наполнения кровью приповерхностных тканей, что позволяет рыбе совершать частые колебательные движения хвостов. Аналогичный механизм обнаружен у китообразных.

### Размножение
Австралийские тунцы размножаются икрометанием. Плодовитость самки длиной 158 см с половыми железами весом 1,7 кг оценивается в 14—15 млн. икринок. Сезон нереста длится с сентября-октября по март. Тунцы становятся половозрелыми в возрасте 10 лет. Длительность поколения оценивается в  12 лет, а продолжительность жизни 40 лет.  Длина половозрелых рыб в среднем составляет 120—130 см, что соответствует возрасту 8 лет.    

## Взаимодействие с человеком
Мясо австралийских тунцов является деликатесом. Считается прекрасным сырьём для суши и сашими помимо мяса обыкновенного тунца. Сырое мясо тёмно-красного цвета, после термической обработки белеет или приобретает цвет слоновой кости. Текстура плотная, по внешнему виду напоминает говядину. Прекрасный источник белка (содержание 23,3 г на 100 г), тиамина, селена, витамина B6 и омега-3-ненасыщенных жирных кислот. Калорийность 144 кКал. В мясе этих рыб, как и в мясе прочих тунцов может накапливаться ртуть и гистамин. Этот вид ценится рыболовами любителями. Максимальная масса трофейной рыбы составляет 167,5 кг.

### Промысловое значение
Тунцы издавна были и остаются важным промысловым объектом. Ценятся рыболовами-любителями. Тунцов промышляют ярусамии, кошельковыми неводами, и крючковыми орудиями лова. Охлаждённые и замороженные туши используют в ресторанном бизнесе и производстве полуфабрикатов. До 80-х годов XX века мясо австралийских тунцов в основном использовали для производства консервов.
Промысел австралийского тунца находится под контролем Рыболовная комиссия Центральной и Западной части Тихого океана и Комиссия по сохранению южного голубого тунца. Филиппины не входят в CCSBT.
В 2006 году правительство Австралии заявило, что Япония признала, что за предыдущие 20 лет изъяла более 100 000 тонн сверх своей квоты. В качестве наказания за чрезмерный вылов рыбы Япония сократила квоты вылова вдвое. 
| Австралия        | 5193 | 5665 | 5665 | 6165   |
| Япония           | 3403 | 4847 | 4737 | 6117   |
| Республика Корея | 1045 | 1140 | 1140 | 1240,5 |
| Тайвань          | 1045 | 1140 | 1140 | 1240,5 |
| Новая Зеландия   | 918  | 1000 | 1000 | 1088   |
| Индонезия        | 750  | 750  | 750  | 1023   |
| ЮАР              | 40   | 40   | 40   | 450    |
| ЕС               | 10   | 10   | 10   | 11     |
| Филиппины        | 45   | 45   | 45   | 0      |

### Меры по сохранению вида
Интенсивный промысел австралийского тунца ведётся с 50-х годов прошлого века. В 60-х годах наблюдалось существенное снижение нерестовой биомассы до 7—15 % от объёма начала исторического учёта. За 36 лет с 1973 по 2009 нерестовая биомасса сократилась на 85,4 %. Гринпис внёс голубого тунца в «Красный список продуктов», от употребления которых рекомендовано воздерживаться, чтобы не усугублять вред, наносимый экосистеме.Установлены квоты на вылов. С 1991 года в Австралии тунцов стали выращивать на фермах. Неполовозрелых диких тунцов отлавливают и доращивают искусственно.